# Колоскова вулиця (Київ)
Колоско́ва ву́лиця — вулиця в Солом'янському районі міста Києва, місцевість Совки. Пролягає від Крутогірної вулиці до тупика. 
Прилучається вулиця Федора Андерса. 

## Історія
Вулиця виникла у 30-х роках XX століття під назвою Польова́. Сучасна назва — з 1955 року.